# Weka (aprendizaje automático)
Weka (Waikato Environment for Knowledge Analysis, en español «entorno para análisis del conocimiento de la 
Universidad de Waikato») es una plataforma de software para el aprendizaje automático y la minería de datos escrito en Java y desarrollado en la Universidad de Waikato. Weka es software libre distribuido bajo la licencia GNU-GPL.

## Breve historia
- En 1993, la Universidad de Waikato de Nueva Zelanda inició el desarrollo de la versión original de Weka (en TCL/TK y C).
- En 1997, se decidió reescribir el código en Java incluyendo implementaciones de algoritmos de modelado.[1]
- En 2005, Weka recibe de SIGKDD[2][3] (Special Interest Group on Knowledge Discovery and Data Mining) el galardón "Data Mining and Knowledge Discovery Service".
- En 2006, Pentaho Corporation adquirió una licencia exclusiva para usar Weka para Inteligencia de negocio (Business Intelligence), dando lugar al componente de minería de datos y análisis predictivo del paquete de software Pentaho Business Intelligence.

## Descripción
El paquete Weka contiene una colección de herramientas de visualización y algoritmos para análisis de datos y modelado predictivo, unidos a una interfaz gráfica de usuario para acceder fácilmente a sus funcionalidades. La versión original de Weka fue un front-end en TCL/TK para modelar algoritmos implementados en otros lenguajes de programación, más unas utilidades para preprocesamiento de datos desarrolladas en C para hacer experimentos de aprendizaje automático. Esta versión original se diseñó inicialmente como herramienta para analizar datos procedentes del dominio de la agricultura, pero la versión más reciente basada en Java (WEKA 3), que empezó a desarrollarse en 1997, se utiliza en muchas y muy diferentes áreas, en particular con finalidades docentes y de investigación.

### Características de Weka
Las características de Weka son:
- Está disponible libremente bajo la licencia pública general de GNU.
- Es muy portable porque está completamente implementado en Java y puede correr en casi cualquier plataforma.
- Contiene una extensa colección de técnicas para preprocesamiento de datos y modelado.
- Es fácil de utilizar por un principiante gracias a su interfaz gráfica de usuario.

Weka soporta varias tareas estándar de minería de datos, especialmente, preprocesamiento de datos, clustering, clasificación, regresión, visualización, y selección. Todas las técnicas de Weka se fundamentan en la asunción de que los datos están disponibles en un fichero plano (flat file) o una relación, en la que cada registro de datos está descrito por un número fijo de atributos (normalmente numéricos o nominales, aunque también se soportan otros tipos). Weka también proporciona acceso a bases de datos vía SQL gracias a la conexión JDBC (Java Database Connectivity) y puede procesar el resultado devuelto por una consulta hecha a la base de datos. No puede realizar minería de datos multi-relacional, pero existen aplicaciones que pueden convertir una colección de tablas relacionadas de una base de datos en una única tabla que ya puede ser procesada con Weka.
Un área importante que actualmente no cubren los algoritmos incluidos en Weka es el modelado de secuencias.

## La interfaz de usuario
Al ejecutar la aplicación nos aparece el selector de interfaz de Weka (Weka GUI Chooser) que da la opción de seleccionar entre cuatro posibles interfaces de usuario para acceder a las funcionalidades del programa, éstas son Simple CLI, Explorer, Experimenter y Knowledge Flow.

### Simple CLI
Simple CLI es la abreviatura de Simple Command-Line Interface («interfaz simple de línea de comandos»). Se trata de una consola que permite acceder a todas las opciones de Weka desde línea de comandos.

### Explorer
La interfaz Explorer (Explorador) dispone de varios paneles que dan acceso a los componentes principales del banco de trabajo:
- El panel Preprocess dispone de opciones para importar datos de una base de datos, de un fichero CSV, etc., y para preprocesar estos datos utilizando los denominados algoritmos de filtrado. Estos filtros se pueden utilizar para transformar los datos (por ejemplo convirtiendo datos numéricos en valores discretos) y para eliminar registros o atributos según ciertos criterios previamente especificados.

- El panel Classify permite al usuario aplicar algoritmos de clasificación estadística y análisis de regresión a los conjuntos de datos resultantes. También permite estimar la exactitud del modelo predictivo resultante, mediante curvas ROC, etc. Finalmente, tiene utilidades para visualizar el propio modelo, en aquellos casos en que esto sea posible, como por ejemplo un árbol de decisión.

- El panel Associate proporciona acceso a las reglas de asociación aprendidas que intentan identificar todas las interrelaciones importantes entre los atributos de los datos.

- El panel Cluster da acceso a las técnicas de clustering o agrupamiento de Weka como por ejemplo el algoritmo K-means. Este es sólo una implementación del algoritmo expectación-maximización para aprender una mezcla de distribuciones normales.

- El panel Selected attributes proporciona algoritmos para identificar los atributos más predictivos en un conjunto de datos.

- El panel Visualize muestra una matriz de puntos dispersos (scatterplot) donde cada punto individual puede seleccionarse y agrandarse para ser analizados en detalle usando varios operadores de selección.

### Experimenter
La interfaz Experimenter («experimentador») permite la comparación sistemática de una ejecución de los algoritmos predictivos de Weka sobre una colección de conjuntos de datos.

### Knowledge Flow
Knowledge Flow («flujo de conocimiento») es una interfaz que en esencia implementa las mismas funciones que Explorer, y además permite "arrastrar y soltar". También puede ofrecer aprendizaje incremental.

## Aplicaciones relacionadas
- KNIME, una plataforma de minería de datos programada en Java.
- Neural Designer, una herramienta de análisis predictivo basada en técnicas de aprendizaje profundo.
- RapidMiner, un entorno de minería de datos implementado en Java y que interactúa con Weka.

### Generales
- Página oficial de Weka en la Universidad de Waikato, Nueva Zelanda
- Página del proyecto Weka en SourceForge (acquired by Pentaho in September 2006)
- WekaDoc Wiki de documentación de Weka
- Página sobre Weka de Cèsar Ferri (UPV - España)
- Una introducción a Weka (en español)
- Comparativa de algoritmos de DM implementados - Vía TodoBI

### Ejemplos de aplicaciones
- Acronym identification
- Gene selection from microarray data for cancer classification
- QSPR of metal complexation
- Classification of Expressed sequence tag (EST) data from plant/pathogen interface
- Further related projects and applications

### Versiones extendidas
- Weka4WS: a Grid-enabled version of Weka developed at University of Calabria, Italy

- Datos: Q115494
- Multimedia: Weka (machine learning) / Q115494